# توستونس
توستون (تلفظ اسپانیایی: [tosˈtones]، برگرفته از ریشهٔ فعل اسپانیایی tostar به معنی "تُست کردن") خوراکی متشکل از تکه‌های موز سبز است. این غذا با نام رایج tostones در پورتوریکو، هندوراس، نیکاراگوئه، کوبا، جمهوری دومینیکن و ونزوئلا مصرف می‌شود ولی با نام‌های tachinos یا chatinos (در کوبا), fritos verdes (جمهوری دومینیکن), bananes pesées (هائیتی), and patacones (در آشپزی کلمبیایی، پانامایی، ونزوئلایی، کاستاریکایی و اکوادوری) نیز شناخته شده‌است.

## آماده‌سازی
موزهای سبز (کال) را پوست کنده، قطعه قطعه کرده، چه به قطر یا عرض تفاوتی ندارد، و سپس دو بار آن‌ها را سرخ می‌کنیم. ردیف‌های قطعه‌شدهٔ موز کال را در دانه‌های روغنی سرخ می‌کنیم. هر سوی موزها بایستی یک الی دو دقیقه سرخ شود تا طلایی گردد. پس از آن قطعات پخته شده را از روغن می‌چلانیم برای این کار ظروف خاصی در آمریکای لاتین تهیه دیده‌اند ولی با هر وسیلهٔ دیگری که روغن را بیرون بکشد، می‌توان این کار را انجام داد.

## سرو کردن

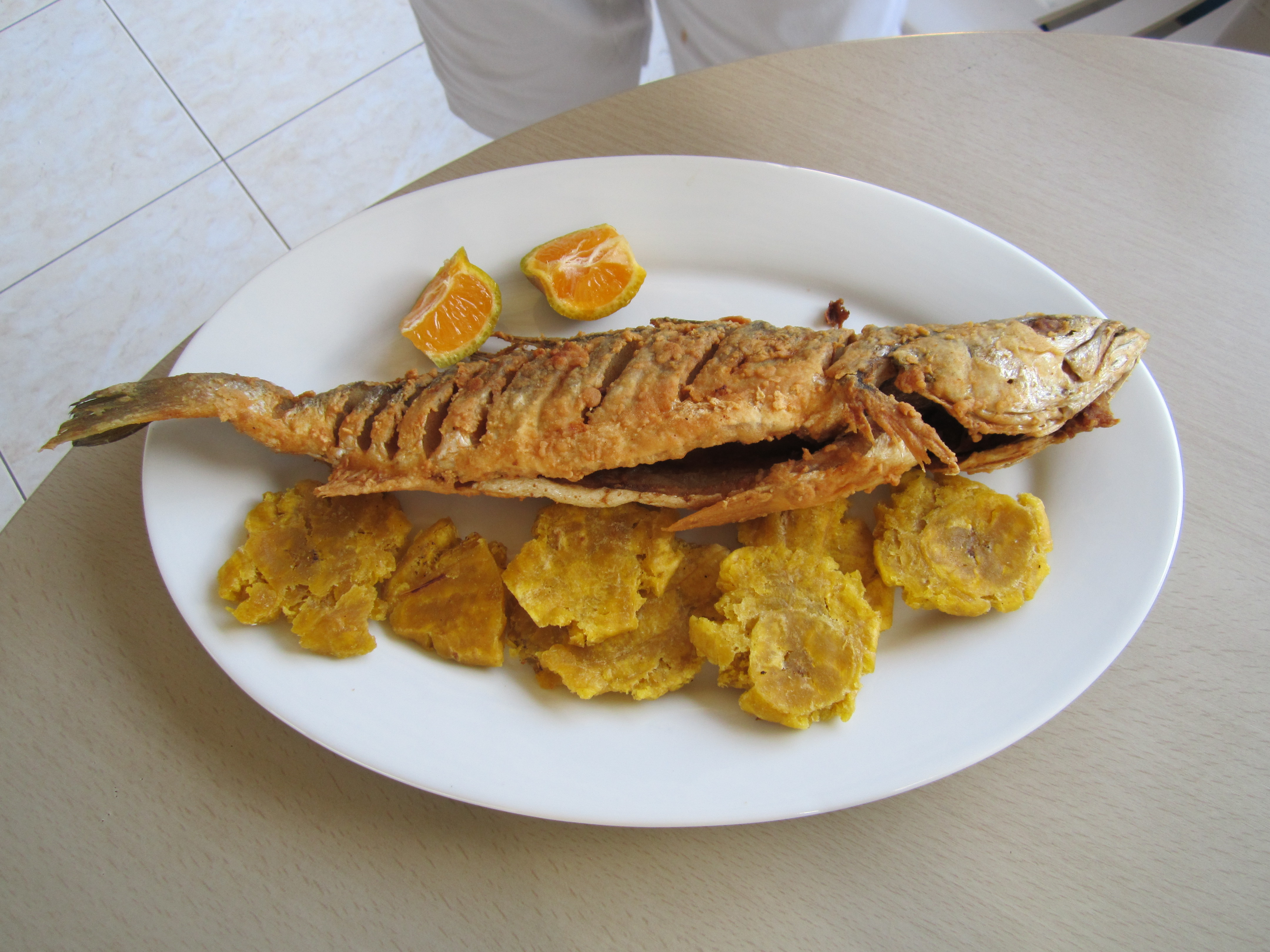
توستون سرو شده با نوعی ماهی کارائیبی در پاناما.

توستون‌ها را مانند چیپس سیب‌زمینی، سیب‌زمینی سرخ‌کرده یا دیگر چیپس‌های معمول دیگر صرف می‌کنند. در برخی نواحی، ممکن است آن را با سس موخو (یک نوع سس سیر محلی) یا سس آخی سرو کنند، یا در کلمبیا آن را معمولاً همراه با سس هوگائو می‌خورند. در کشور کاستاریکا، آن را اغلب با خمیری از لوبیای سیاه می‌خورند. در بعضی کشورهای دیگر، توستون را با پنیر به عنوان یک پیش‌غذا، یا همراه با میگوی سویچه، مرغ و گردو، یا سالاد آووکادو نیز می‌خورند. این خوراک در سوپرمارکت‌ها نیز به فروش می‌رسد و در تمامی کشورهای ناحیهٔ کاراییب و سواحل آن مصرف می‌شود.
توستون در بعضی از کشورهای کاراییب مانند کوبا، پورتوریکو، جمهوری دومینیکن، پاناما، سواحل شمالی هندوراس و هائیتی، همراه با غذاهای سنتی griot یا picklise (غذاهایی با گوشت خوک) و ادغام شده در ترشی و فلفل میل می‌کنند.
همچنین این غذا را می‌توان در آشپزی غرب آفریقا مشاهده کرد.

## ابهام‌زدایی
در هندوراس، اصطلاح tostón همچنین ممکن است به سکه ۵۰ سنتی پول محلی، لامپیرای هندوراس، اشاره کند. این عبارت در مکزیک نیز در رابطه با سکهٔ ۵۰ پزویی مورد استفاده است.